# Streckplatta

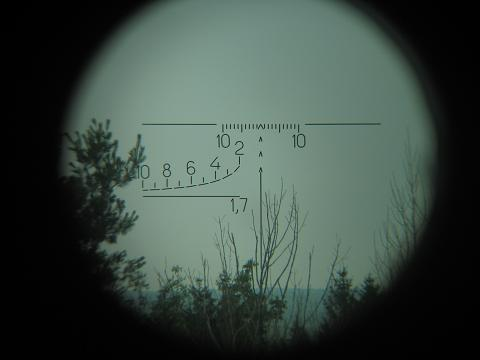
Streckplattan i ett PSO-1 kikarsikte.

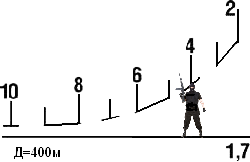
Skala för avståndsbedömning. Om mannen är 170 cm lång så är han 400 meter bort.

En streckplatta är den tunna glasskiva i ett kikarsikte, kikare, mikroskop eller annat optiskt instrument där markeringar är ingraverade eller ingjutna. Den enklaste formen av streckplatta har bara ett hårkors, men moderna kikarsikten har ofta mer avancerade streckplattor som ger skytten stöd för avståndsbedömning, kulbanekompensation, vindavdrift och framförhållning.